# スーザンビル (カリフォルニア州)
スーザンビル（英: Susanville）は、アメリカ合衆国カリフォルニア州の都市。ラッセン郡の郡庁所在地である。スーザン川沿いにあり、標高は1,276メートルである。人口は2000年に13,541人だったが、2010年には17,947人となり、32.5％増加した。元は製材業と鉱業の町だったが、現在はハイデザート州立刑務所とカリフォルニア矯正センターのある町になっている。ハイデザート州立刑務所は最高警備施設であり、1995年に開所した。カリフォルニア矯正センターは最小中程度警備施設であり、1963年に開所した。この刑務所とその町に与える影響はPBSテレビのドキュメンタリー・シリーズ番組「P.O.V.」の「アメリカの刑務所の町」で特集された。

## 歴史
スーザンビルは初期の開拓者アイザック・ループの娘、スーザン・ループに因んで命名され、1857年に採用された。1860年にスーザンビル郵便局が開局され、1900年に市政が布かれた。

## 地理
スーザンビルは北緯40度24分59秒 西経120度39分11秒 / 北緯40.41639度 西経120.65306度座標: 北緯40度24分59秒 西経120度39分11秒 / 北緯40.41639度 西経120.65306度に位置する。標高は約4,258フィート (1,298 m) である。アメリカ国道395号線によってネバダ州リノに向かう入口と考えられている。アメリカ合衆国国勢調査局に拠れば、市域全面積は5.9平方マイル (15.3 km2)であり、このうち陸地は5.9平方マイル (15.3 km2)、水域率は0.17％である。

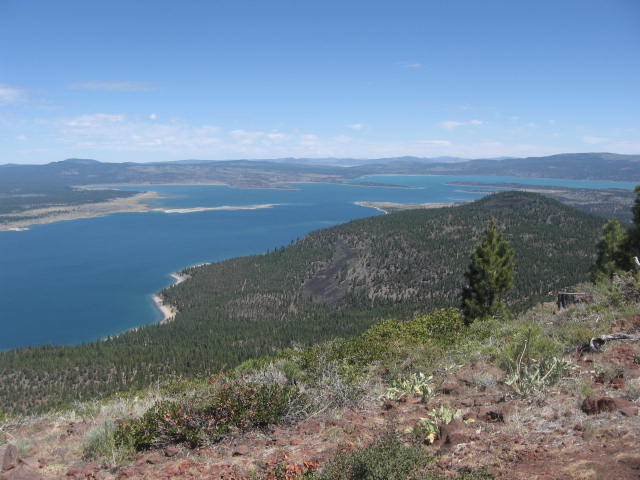
イーグル湖

町の北15マイル (24 km) にイーグル湖がある。

## 気候
スーザンビルの気候はステップ気候であり、雨が多く寒い冬と、大変暖かく大半は乾燥した夏が特徴である。1月の平均最高気温は 40.4°F(4.7℃)、最低気温は 20.8°F(−6.2℃) である。7月の平均最高気温は 88.8°F(31.6℃)、最低気温は 50.8°F(10.4℃) である。年間平均で 90°F(32℃) 以上になるのが34.9日、32°F(0℃) 以下になるのが153.8日ある。年間を通じて毎月氷点になることが記録されてきており、夏の夜は大変冷涼である。過去最高気温は1928年7月25日の 106°F(41.1℃)、最低気温は1956年2月1日の −23°F(−30.6℃) だった。
年間平均降水量は15.26インチ (388 mm) であり、計測可能な降水日は平均して年間59日ある。最も降水量の多かった年は1907年の33.51インチ (851 mm)、最も少なかった年は1976年の5.33インチ (135 mm) だった。1か月間の降水量が最も多かったのは1907年3月の12.30インチ (312 mm)、24時間雨量で最も多かったのは1897年1月31日の5.04インチ (128 mm) だった。降雪量は年平均36.0インチ (91 cm) である。最も降雪量が多かったのは1937年の89インチ (226 cm) だった。1か月間の降雪量が最も多かったのは1895年1月の65.5インチ (166 cm) だった。

## 人口動態
以下は2000年の国勢調査による人口統計データである。
| 基礎データ - 人口: 13,541人（2006年では17,294人） - 世帯数: 3,516世帯 - 家族数: 2,250家族 - 人口密度: 886.1人/km2（2,294.8人/mi2） - 住居数: 3,882軒 - 住居密度: 254.0軒/km2（657.9軒/mi2） 人種別人口構成 - 白人: 76.0% - アフリカン・アメリカン: 12.5% - ネイティブ・アメリカン: 2.2% - アジア人: 1.1% - 太平洋諸島系: 0.9% - その他の人種: 3.5% - 混血: 2.8% - ヒスパニック・ラテン系: 15.6% 年齢別人口構成 - 18歳未満: 20.0% - 18-24歳: 13.6% - 25-44歳: 41.5% - 45-64歳: 17.1% - 65歳以上: 7.7% - 年齢の中央値: 32歳 - 性比（女性100人あたり男性の人口） - 総人口: 198.3 - 18歳以上: 231.6（刑務所の収監者がカウントされるため男性比率が高い） | 世帯と家族（対世帯数） - 18歳未満の子供がいる: 37.4% - 結婚・同居している夫婦: 46.4% - 未婚・離婚・死別女性が世帯主: 13.2% - 非家族世帯: 36.0% - 単身世帯: 29.9% - 65歳以上の老人1人暮らし: 10.7% - 平均構成人数 - 世帯: 2.49人 - 家族: 3.10人 収入と家計（2007年推計） - 収入の中央値 - 世帯: 35,675米ドル - 家族: 45,216米ドル - 性別 - 男性: 29,973米ドル - 女性: 27,044米ドル - 人口1人あたり収入: 13,238米ドル - 貧困線以下 - 対人口: 14.3% - 対家族数: 11.0% - 18歳未満: 14.5% - 65歳以上: 9.1% |

### 収入

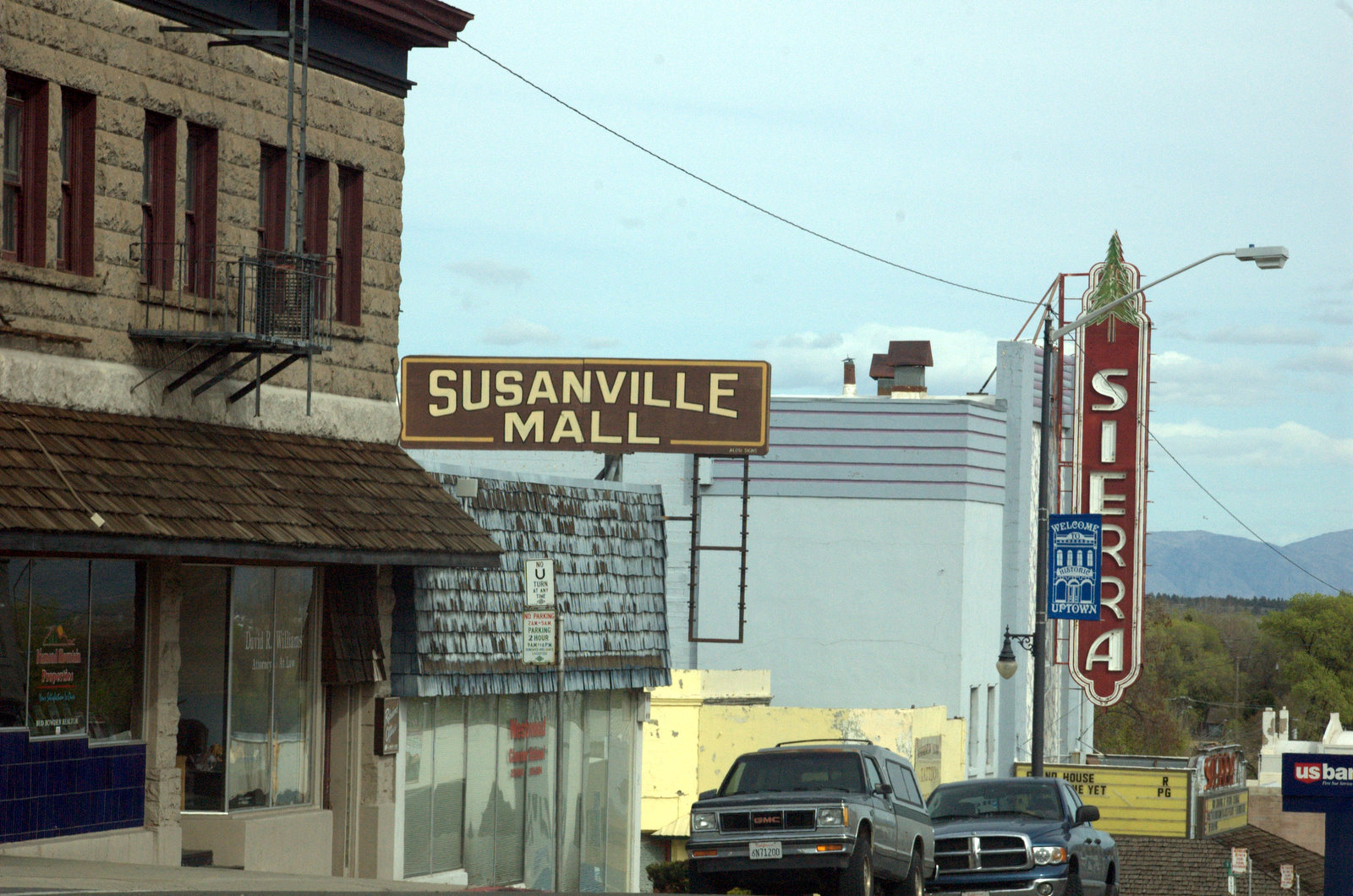
スーザンビル中心街

## 政治
カリフォルニア州議会では、上院の第1および下院の第3選挙区に属している。連邦議会下院ではカリフォルニア州第4選挙区に属している。クック投票動向指数は共和党+11である。2010年時点ですべて共和党議員が務めている。

## メディア
地域の主要なニュース情報源は毎週火曜日に発行されている新聞ラッセン郡タイムズである。

## 大衆文化の中のスーザンビル
クエンティン・タランティーノ監督の映画「レザボア・ドッグス 」と「ジャッキー・ブラウン」の中でスーザンビルが言及されている。「レザボア・ドッグス 」の中ではマーセラス・スパイビーがスーザンビルで「不運」の中で20年間を過ごしているとジョーが語っており、また「ジャッキー・ブラウン」の中では登場人物のルイスがスーザンビルの恐らくカリフォルニア矯正センターで4年間を過ごしたと言っている。
俳優のダニー・トレホはスーザンビルのカリフォルニア矯正センターで幾らかの期間努めている。
1989年の映画「ピンク・キャデラック」の中で、スーザンビルはネバダ州リノからほんの25マイル (40 km) と語られているが、実際には86マイル (138 km) 離れている。
バンド「ヴァンダルズ」のアルバム「The Vandals Play Really Bad Original Country Tunes」の中に「スーザンビル」という題の歌がある。この歌は長い間運転してきたので、貨物が何であるか、どこに向かっているか思い出せないトラック運転手を歌っている。彼はスーザンビルでメアリーという名前の少女を思い出すが、その後の歌詞の中でこれはメアリーズビルにいるスーザンという名の少女である可能性が出てくる。
ラッパーのスパイス1はその歌の一つで彼の友人がスーザンビルの刑務所で刑期を勤めたと語っている。
ハワード・ジーフが監督し、ジェームズ・カーン、ピーター・ボイルおよびサンドラ・ケラーマンが出演した1973年の映画「Slither」でもスーザンビルが言及されている。

## 著名な出身者と住人
- アーロン・デュラン、著作家、メディアプロデューサー
- マイク・リーチ、テキサス工科大学でアメリカンフットボールのヘッドコーチ、スーザンビル生まれ
- マイク・スキナー、NASCARのドライバー
- ケン・シャムロック、総合格闘家、UFCなどの団体に参戦
- フランク・シャムロック、総合格闘家、ケン・シャムロックの義弟
- ライアン・オキャラハン、NFLアメリカンフットボール選手、カンザスシティ・チーフス、ニューイングランド・ペイトリオッツ
- フランク・キャディ、俳優
- ジャック・エレナ、UCLAオールアメリカン・フットボール選手、NFLではロサンゼルス・ラムズ、スーザンビルで生まれ育った
- ベンジャミン・"コーチ"・ウェイド、リアリティ・テレビ番組（サバイバー）の出場者
- ブライアン・"DJ フィーンド"・ムーア、DJ、スーザンビル生まれ